# Louis André (peintre-verrier)
Pour les articles homonymes, voir Louis André et André.
Louis André était un peintre-verrier, né en 1852 et mort à Aix-en-Provence le 3 juillet 1938.

## Biographie

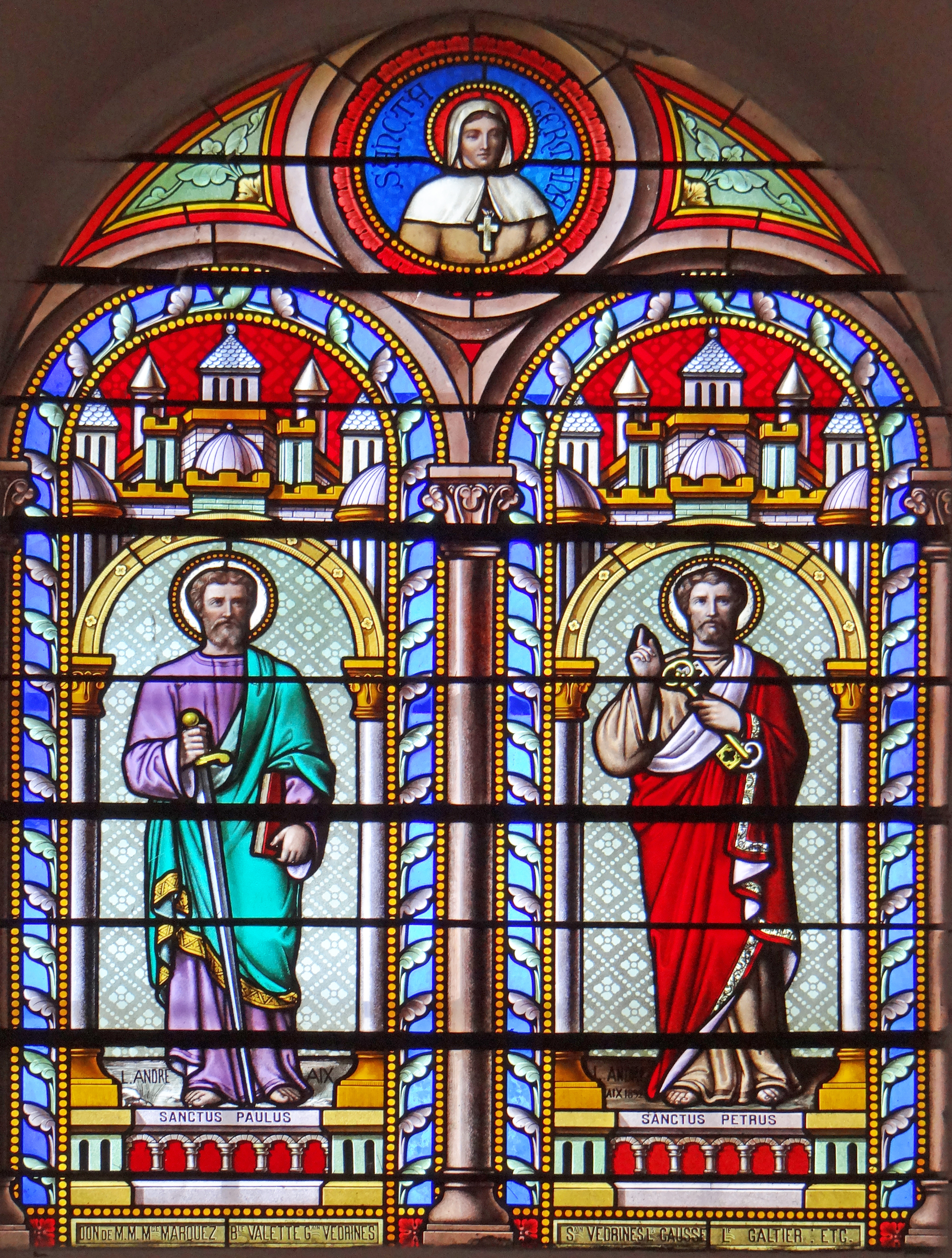
Église Saint-Laurent de Lanuéjols (Gard) : saint Paul et saint Pierre

Il est initié à l'art par l'abbé de Bonde. Pendant la guerre de 1870, il est combattant volontaire.
Il a créé ensuite un atelier de production de vitraux à Aix-en-Provence, rue Jacques de la Roque. Ses œuvres se retrouvent dans des églises d'Aix-en-Provence et autour :
- église Saint-Jean-de-Malte d'Aix-en-Provence, rose au-dessus de l'orgue (1896),
- église de la Madeleine d'Aix-en-Provence,
- église du Saint-Esprit d'Aix-en-Provence,
- église Notre-Dame de la Seds,
- église d'Arles, Tarascon, Salon-de-Provence, Saint-Rémy-de-Provence, ...

dans le Gard, à l'église Saint-Laurent de Lanuéjols, en 1892.
Après la promulgation de la loi de séparation des Églises et de l'État, en 1905, Louis André ne reçoit plus de commande et doit fermer son atelier. Il est alors devenu professeur de dessin au collège catholique et à l'école des beaux-arts d'Aix-en-Provence.
Il a cessé de donner son enseignement à 82 ans.